# Club Deportivo Guabirá
O Club Deportivo Guabirá é um clube de futebol boliviano fundado em 14 de abril de 1962, na cidade de Montero. Manda seus jogos no Estádio Gilberto Parada, com capacidade para 12 mil pessoas. Já ganhou um Campeonato Boliviano, em 1975.

## Títulos
- Campeonato Boliviano: 1975.
- Copa Simón Bolívar (2): 2007 e 2009.
- Copa Aerosur del Sur (1): 2010.